# Buiara
× Buiara, (abreviado Bui) en el comercio, es un híbrido intergenérico entre los géneros de orquídeas Broughtonia × Cattleya × Epidendrum × Laelia × Sophronitis. Fue publicado en Orchid Rev.  92(1094) cppo: 8 (1984).